# Dirrah
Dirrah est une commune de la wilaya de Bouira en Algérie.